# Crunk Juice - Chopped & Screwed
Crunk Juice: Chopped & Screwed è l'ottavo album di Lil Jon & the East Side Boyz. Questa versione di Crunk Juice è stata mixata dal noto Deejay della Swisha House Michael "5000" Watts.

## Tracce
1. Crunk Juice Intro
2. What U Gon' Do (feat. Lil Scrappy)
3. Get Crunk (feat. Bo Hagon)
4. White Meat (feat. 8 Ball & MJG)
5. Da Blow (feat. Gangsta Boo)
6. Lovers & Friends (feat. Usher & Ludacris)
7. One Night Stand (feat. Oobie)
8. E-40 Choppin (Skit)
9. Contract (feat. Trillville, Jazze Pha & Pimpin' Ken)
10. Real Nigga Roll Call (feat. Ice Cube)
11. Watts Intro (Skit)
12. Stop Fuckin Wit Me
13. Aww Skeet Skeet Intro (Skit)
14. Aww Skeet Skeet (feat. DJ Flexx)
15. Chris Rock Let's Be Friends (Skit)
16. In Da Club (feat. R. Kelly & Ludacris)
17. Bitches Ain't Shit (feat. Snoop Dogg, Nate Dogg, Suga Free e Oobie)
18. Grand Finale (feat. Bun B, Jadakiss, Nas, T.I. & Ice Cube)

## Critica
| Recensione su   | Giudizio |
| --------------- | -------- |
| All Music Guide | link     |